# Susanne Sigl

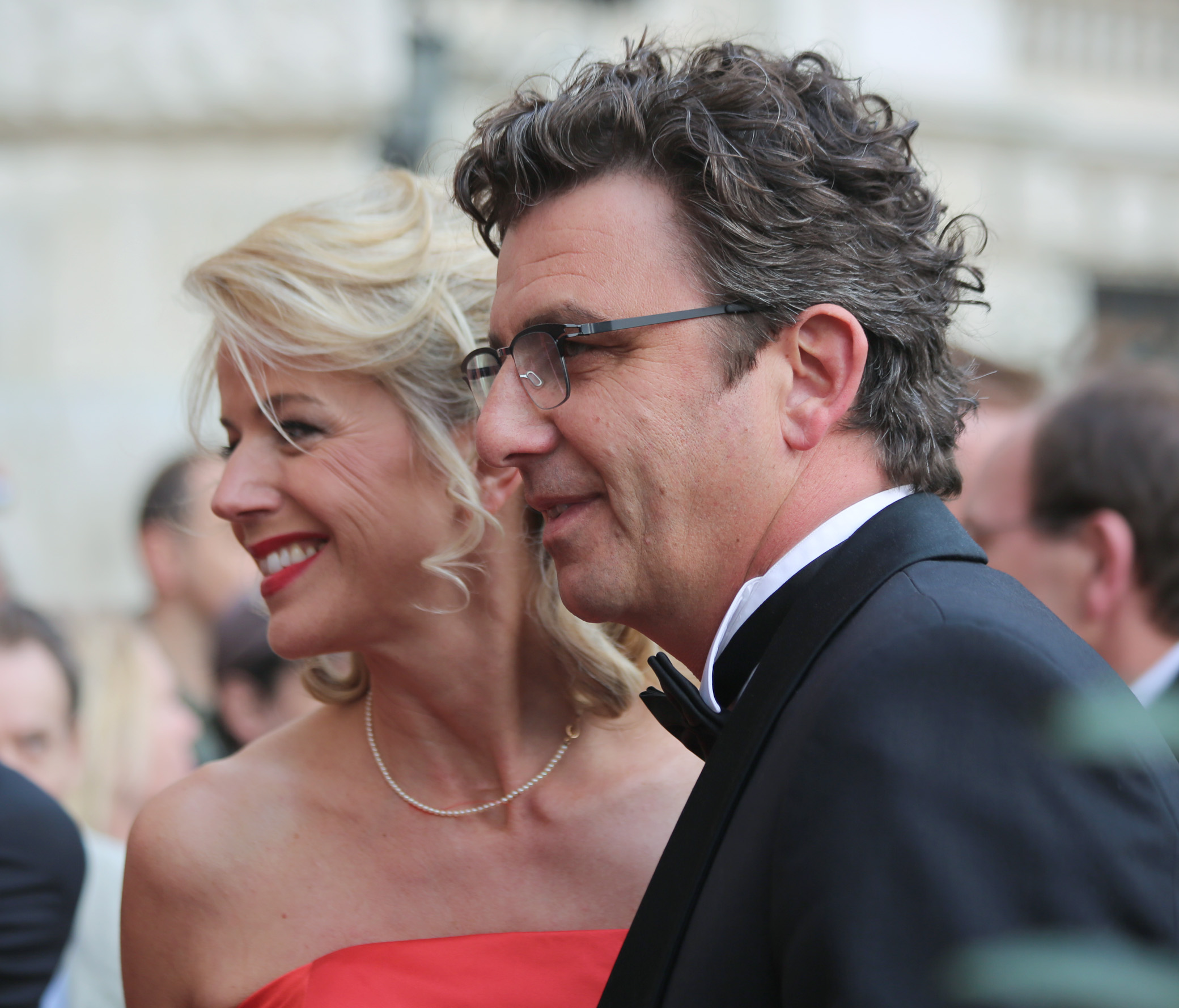
Susanne und Hans Sigl (2013)

Susanne Sigl (vormals Susanne Kemmler, auch bekannt als Susanne Müller, Susanne Müller-Pi oder Sumatic; in Coburg) ist eine deutsche Sängerin, Songwriterin, Fotografin und Werbefilmproduzentin.

## Werdegang
Susanne Sigl wurde vor allem als Sängerin und Komponistin der 1980er- und 1990er-Jahre bekannt, beginnend mit den Ausläufern der Neuen Deutschen Welle.
Als Susanne Müller, Susanne Müller-Pi oder Susanne Kemmler hat sie zahlreiche Songtexte etwa von Hubert Kah, Münchener Freiheit, Sandra, Maggie Reilly, Peter Schilling, Corinna May, Nicole, Nicki oder Schürzenjäger verfasst oder mitverfasst. Mehrere dieser Songs erreichten die deutschen und internationalen Charts.
1994 nahm sie mit Andreas Slavik als Andi Slavik & Susanne Kemmler das Album Close to Heaven (1995 erschienen) auf und brachte mehrere Singles heraus. Der Song Indian Spirit erreichte in den deutschen Charts Platz 25. 2000 veröffentlichte sie mit Was wird aus den Kindern unserer Zeit? eine ebenfalls mit Andi Slavik geschriebene Solo-Maxisingle, 2002 folgte die Maxi Frei sein. 2006 erschienen als Sumatic das Album dreiklangsdimensionen stufe 1 sowie die Maxi-Single Das Modell.
Zudem war sie als Fotografin und Werbefilmproduzentin sowie als Komponistin für Filmmusik tätig, letzteres etwa bei Scheidung mit Hindernissen (2001) gemeinsam mit Andi Slavik.

## Privatleben
Susanne Sigl war sieben Jahre mit Hubert Kah, bürgerlich Hubert Kemmler, verheiratet. 2008 heiratete sie den österreichischen Schauspieler Hans Sigl und heißt seitdem Susanne Sigl. Sie lebt mit ihm in Bayern. Eines von Susanne Sigls Kindern ist Jonas Kemmler, der ebenfalls als Schauspieler tätig ist.